# Dexter City
Dexter City è un villaggio degli Stati Uniti d'America, situato nello stato dell'Ohio, nella contea di Noble.